# My Generation (canción)
«My Generation» —en español: «Mi Generación»— es una canción de la banda de Rock británica the Who, la cual se convirtió en un éxito y una de sus canciones más reconocidas. La canción fue nombrada #11 por la revista Rolling Stone en su lista de Las 500 mejores canciones de todos los tiempos según Rolling Stone. También es parte de las 500 Canciones que Formaron el Rock and Roll en el Salón de la Fama del Rock y está incluido en el Salón de la Fama Grammy por su valor «histórico, artístico y significativo».
La canción fue publicado como sencillo el 29 de octubre de 1965, alcanzando el puesto #2 en el Reino Unido (El más alto puesto en las listas de su país, junto con «I'm a Boy»), y #74 en los Estados Unidos. «My Generation» también apareció en el álbum debut de 1965, My Generation (The Who Sings My Generation en los Estados Unidos), y en una forma muy extendida en su álbum en vivo de 1970, Live at Leeds. Sin embargo, the Who regrabó la canción para su EP de 1966, Ready Steady Who, no obstante, no fue incluida en el álbum y se mantuvo como una canción inédita hasta la remasterización de 1995 de A Quick One. La principal diferencia entre esta versión y la original es que en el instante caótico del final de la canción, la banda pasa a tocar «Land of Hope and Glory» de Edward Elgar. En los créditos del álbum, la canción se le atribuye tanto a Townshend como a Elgar.

## Inspiración
Townshend reveló que escribió la canción en un tren, inspirándose en la Reina Madre, de quien acusó de tenerle su coche fúnebre Packard, remolcado fuera de una calle de Belgravia, por sentirse ofendida por la visión que tenía durante su ruta diaria a través del barrio. Townshend acreditó a «Young Man Blues» de Mose Allison como la inspiración de la canción, expresando: «Sin Mose yo no hubiera escrito My Generation». También, dijo a la revista Rolling Stone en 1985 que «"My Generation"» fue mucho más que encontrar un lugar en la sociedad». En una entrevista posterior para "Good Morning America" en 1989, la banda estaba hablando de la próxima gira de aquel año para celebrar el aniversario número 20 de Tommy, y Townshend habló de la famosa frase «I hope I die before I get old» («Espero morir antes de envejecer»). Para él, cuando escribió la letra, la palabra «old» significaba «muy rico».

## Composición
Tal vez el elemento más llamativo de la canción es la letra, considerada una de las declaraciones más destilada de la rebelión juvenil en la historia del rock. El tono de la pista solo ayudó a hacerla un antepasado reconocido del movimiento punk rock. Una de las frases más citadas en la historia del rock es «I hope I die before I get old» («Espero morir antes de envejecer»), interpretada por el cantante Roger Daltrey.
Como gran parte del sonido inicial de The Who, la canción cuenta con claras influencias del rhythm and blues americano, más explícitamente en forma de llamada y respuesta de los versos. Daltrey cantaba una línea, y las voces de respaldo, Pete Townshend (armonía baja) y John Entwistle (armonía alta), respondían con el estribillo «Talkin' 'bout my generation» («Hablo de mi generación»):

People try to put us d-down (Talkin' 'bout my generation)
Just because we g-g-get around (Talkin' 'bout my generation)
Things they do look awful c-c-cold (Talkin' 'bout my generation)
I hope I die before I get old (Talkin' 'bout my generation)
La gente intenta humillarnos (Hablo de mi generación)
Solo porque somos conocidos (Hablo de mi generación)
Las cosas que hacen se ven horribles (Hablo de mi generación)
Espero morir antes de envejecer (Hablo de mi generación)

En la parte instrumental, la canción posee mucho énfasis en los solos, alternando la guitarra de Townshend con el bajo de Entwistle y viceversa. Otro de los aspectos más destacados de «My Generation» es el tartamudeo -enojado y frustrado- con el que Daltrey interpretó la canción. Existen varias historias sobre el motivo de esta pronunciación. Una de ellas es que la canción comenzó como un lento blues hablado, sin el tartamudeo (en algunas ocasiones en la década del '70, se interpretó de esta manera pero con el tartamudeo, como en «My Generation Blues»), pero después de ser inspirado por la canción de John Lee Hooker «Stuttering Blues», Townshend reelaboró la canción en su forma actual. Otra versión, señala que Pete le sugirió a Daltrey que tartamudera para que la canción llegara a sonar como un mod británico drogado. También se dice, aunque con menor frecuencia, que la tartamudez se introdujo para enmarcar al grupo la frase: «Why don't you all fff... fade away!» («¡Por qué no desaparecen todos!»). Sin embargo, el productor Shel Talmy insistió en que era simplemente «uno de esos felices accidentes» que él creía que debían seguir ocurriendo. Roger Daltrey también ha comentado que no había ensayado la canción antes de la grabación, y que no pudo oír su propia voz a través de los monitores. La tartamudez se produjo cuando trataba de encajar las letras de la música lo mejor que pudo, y la banda decidió que funcionó lo suficientemente bien como para mantenerlo. La BBC se negó a tocar «My Generation», porque no quería ofender a las personas que tartamudean, pero revirtió su decisión después de que la canción se hizo más popular.
Al igual que el concepto de la letra, los instrumentos también se atañen a un ritmo rápido y agresivo. De manera significativa, en «My Generation», también aparece el primer solo de bajo en la historia del rock. Este fue interpretado por Entwistle en su Fender Jazz Bass, en lugar del bajo Danelectro que quería usar (John compró tres Danelectros con cuerdas demasiado delgadas que se rompieron con facilidad, por lo que volvió a usar su Fender). La coda de la canción cuenta con la enérgica batería de Keith Moon, como también, con el característico sonido de la guitarra Rickenbacker de Townshend. Hay dos pistas de guitarra en la canción: la que sirve de base (tal como se refleja en la versión instrumental de la edición Deluxe de «My Generation»), y otra que acompaña con notas más limpias. 
En las versiones en vivo la canción se ampliaba hasta a los 15 minutos, como en Live at Leeds. Grabaciones en vivo en 1969-1970, incluyen fragmentos de Tommy, como «Underture» y «See Me, Feel Me», y de otros trabajos, como «Naked Eye» del disco Odds & Sods.

## Versiones
"My Generation" ha sido versionado por numerosos artistas. Algunas de las versiones más reconocidas y celebradas, son las de Alice Cooper, Count Five, Gorky Park, Iron Maiden, Oasis, Green Day, Phish, Generation X, Soul Asylum, The Sweet y Foo Fighters.
"My Generation" fue Patti Smith 's configuración estándar más cercano from 1974-1978, y una versión en vivo apareció en el registro como la cara B de su 1976 sencillo " Gloria "(con John Cale como invitado en el bajo). Esta grabación ha aparecido como un bonus track en algunos CD reediciones de su álbum Horses . Una versión en vivo con Flea de Red Hot Chili Peppers tocando el bajo aparece en el 2005 del 30 º Aniversario de lanzamiento del CD Horses / Horses .
"Weird Al" Yankovic cubierto el primer verso como la última canción de " polcas en 45 ", su primer medley polka de su álbum de 1984 "Weird Al" Yankovic en 3-D .
Fue versionada en francés por Chapeaumelon , y aparece en la banda sonora de la película de 2004 Eurotrip .
Oasis lanzó la canción como lado B en el Reino Unido en el sencillo de 2002, Little by Little, y han cerrado sus shows en vivo con este tema desde hace varios años, como en su tour del álbum Don't Believe the Truth.
Hilary Duff grabó una versión de "My Generation" como bonus track en el prensado en Japón de su segundo álbum, Hilary Duff (2004), y como un lado B de la " Alguien está mirando sobre mí "(2005) solo CD. En esta versión de la famosa frase "Espero morir antes de envejecer" fue cambiado a "Espero que no morir antes de envejecer." Rolling Stone incluyó la canción en su lista de los peores covers de todos los tiempos.
The Sweet versionó la canción con Pete Townshend en la voz. La pista fue lanzada en la Edición de Coleccionista de Desolation Boulevard. 
Green Day hizo una versión en vivo de la canción que se incluye en su DVD en vivo Awesome as Fuck , el grupo hizo una cubierta de estudio para los juegos largos Sweet Children en 1990, que más tarde fue ofrecido en su segundo álbum de estudio, Kerplunk en 1992 .
El cover de Atom ™ de la canción está incluido en su álbum de HD (2013).

## Personal
- Roger Daltrey: voz
- Pete Townshend: guitarra, coros,
- John Entwistle: bajo, coros
- Keith Moon: batería